# Mortu mortu
Il mortu mortu (in italiano letteralmente "morto morto"), conosciuto anche come peti coccone, su pane 'e su tocu, is ànimas, is panixeddas e su biddiu longu è una tradizione che ricorre in Sardegna nel giorno della Commemorazione dei defunti o nei giorni precedenti.
Le parole che danno il nome a questa festa sono le stesse che i bambini, spesso portando in mano un lume oppure indossando una maschera, utilizzano per chiedere offerte nelle case del proprio paese, dicendo al padrone di casa o degli esercizi commerciali frasi come "sòe su mortu mortu!", "peti coccone!", "seus bènnius po is animeddas!". Quindi gli adulti, che non devono essere a corto di doni, fanno ai bambini offerte di ogni tipo. Questi ultimi lasciano le case soddisfatti del loro bottino.
La festa de "su mortu mortu" assomiglia a quella di Halloween, ormai diffusa in tutto il mondo, che con ogni probabilità trova nell'antichità la stessa origine. Feste simili erano celebrate in tutta Europa, ma solo poche aree le hanno salvaguardate.
Ogni regione storica della Sardegna presenta un modo differente per fare un'offerta ai morti, che solitamente è compiuta il 2 novembre e che vede la partecipazione di tutta la popolazione. Anche gli adulti erano soliti chiedere offerte per le vie del paese, quali un bicchiere di vino o di liquore di mirto.